# Джексон, Клинтон
Кли́нтон Дже́ксон (англ. Clinton Jackson; род. 20 мая 1954, Эвергрин) — американский боксёр, представитель средних и полусредних весовых категорий. Выступал за сборную США по боксу на всём протяжении 1970-х годов, серебряный призёр чемпионата мира, победитель Панамериканских игр, многократный победитель и призёр американских национальных первенств, участник летних Олимпийских игр в Монреале. В период 1979—1985 годов боксировал также на профессиональном уровне, но без особого успеха.
Приговорён к пожизненному лишению свободы за вымогательство и похищение человека.

## Биография
Клинтон Джексон родился 20 мая 1954 года в городе Эвергрин округа Конику, штат Алабама.

### Любительская карьера
Выступал на различных соревнованиях национального уровня начиная с 1972 года, неоднократно становился чемпионом США среди любителей и выигрывал национальный турнир «Золотые перчатки».
Первого серьёзного успеха на взрослом международном уровне добился в сезоне 1974 года, когда вошёл в основной состав американской сборной и побывал на впервые проводившемся чемпионате мира по боксу в Гаване, откуда привёз награду серебряного достоинства, выигранную в зачёте полусреднего веса — в решающем финальном поединке был остановлен титулованным кубинцем Эмилио Корреа.
В 1975 году одержал победу на Панамериканских играх в Мехико.
Благодаря череде удачных выступлений удостоился права защищать честь страны на летних Олимпийских играх 1976 года в Монреале — в категории до 67 кг благополучно прошёл первых двоих соперников по турнирной сетке, тогда как третьем четвертьфинальном бою со счётом 2:3 уступил венесуэльцу Педро Гамарро.
Впоследствии ещё в течение нескольких лет выступал в любительском боксе. Так, в 1977 году принял участие в матчевой встрече со сборной СССР в Лас-Вегасе, проиграв досрочно во втором раунде советскому боксёру Виктору Савченко.

### Профессиональная карьера
В 1979 году Джексон покинул расположение американской сборной и успешно дебютировал на профессиональном уровне. В течение шести лет провёл в общей сложности 32 боя, из которых 25 выиграл (в том числе 19 досрочно) и 7 проиграл. Претендовал на титулы чемпиона США и чемпиона Северной Америки в средней весовой категории, но в обоих титульных поединках потерпел поражение по очкам.

### Жизнь вне бокса
Одновременно со спортивной карьерой Джексон в течение нескольких лет работал помощником шерифа. Отсюда его боксёрское прозвище «Шериф».
В 1989 году был арестован по подозрению в похищении алабамского банкира с целью вымогательства 9000 долларов. В 1992 году агентство Associated Press сообщило, что бывшего боксёра приговорили к пожизненному лишению свободы. В соответствии с данными издания Sports Illustrated, по состоянию на январь 2015 года он находился в заключении в тюрьме в Юнион-Спрингс, Алабама.